# Craterul Des Plaines
Des Plaines este un crater de impact meteoritic în Illinois, Statele Unite ale Americii. Acesta este situat în partea de sud a orașului Des Plaines, care este o suburbie a orașului Chicago.

## Date generale
Are 8 km în diametru și are vârsta estimată la mai puțin de 280 milioane ani (Permian sau mai devreme). Craterul se află sub 23–60 m de sedimente glaciare. Anomalitatea zonei a fost consemnată pentru prima dată în 1893, atunci când niște foratori au descoperit că nu există apă până la 512 metri adâncime. Ridicătura centrală și prezența conurilor distruse susțin originea unui imoact a acestei structuri.